# Peter Kenilorea junior
Peter Kenilorea junior, né en 1972 ou en 1973,, est un homme politique salomonais.

## Biographie
Il est le fils de Sir Peter Kenilorea, le premier Premier ministre des Îles Salomon. Après avoir effectué son enseignement secondaire en Nouvelle-Zélande, il étudie le droit à l'université de Waikato, où il obtient une licence en 1994. Il obtient ensuite un Master en droit international (Master of Laws) de l'université de Nottingham, au Royaume-Uni, en 1998. Il travaille comme avocat dans les années 1990, puis est employé pendant près de vingt ans à diverses fonctions au Secrétariat des Nations unies, entre autres au Bureau des affaires juridiques et au Bureau du Haut Représentant des Nations unies pour les pays les moins avancés, les pays en développement sans littoral et les petits États insulaires en développement. En 2017 il devient secrétaire permanent au ministère salomonais des Affaires étrangères et du Commerce extérieur.
Il entre au Parlement national comme député de la circonscription d'’Are’are-est aux élections de 2019,. À la tête du Parti unifié, il bâtit une coalition de partis et brigue sans succès le poste de Premier ministre. Un temps adjoint au chef de l'opposition parlementaire Matthew Wale, il demeure l'une des figures majeures de l'opposition au gouvernement de Manasseh Sogavare durant la législature 2019-2024, et critique entre autres la décision du gouvernement Sogavare de rompre les relations diplomatiques du pays avec Taïwan pour reconnaître la République populaire de Chine,. 
Réélu député aux élections législatives de 2024 et remportant six sièges pour son parti, il signe le 27 avril un accord de coalition avec les chefs des groupes parlementaires de trois autres partis d'opposition : le Parti démocrate de Matthew Wale, l'Alliance démocrate de l'ancien Premier ministre Rick Houenipwela, et le parti Vous et moi pour le changement dont le seul député est Daniel Waneoroa,. Rompant cet accord après les élections, il devient le chef du groupe des députés indépendants, c'est-à-dire de ceux qui ne font partie ni de la majorité parlementaire (menée par Jeremiah Manele), ni de l'opposition officielle (menée par Matthew Wale). Le groupe des indépendants se constitue des six élus du Parti unifié, de l'unique élu du Parti pour le développement rural des Îles Salomon (Gordon Darcy Lilo), de l'unique élu de Vous et moi pour le changement (Suilea Waneoroa), ainsi que de trois députés ayant quitté le Parti démocrate après leur élection : John Dean Kuku, Cathy Launa Nori et George Temahua.
Il est membre de l'Alliance interparlementaire sur la Chine, faite de députés de nombreux pays qui s'inquiètent des ingérences chinoises à travers le monde et qui sont critiques des violations des droits de l'homme en Chine.